# Église Saint-Aymeric
L'église Saint-Aymeric (en hongrois : Szent Imre templom) est une église catholique de Budapest, située dans le 11e arrondissement.